# 後藤茂 (実業家)
後藤 茂（ごとう しげる、1931年（昭和6年）5月6日 - ）は、日本の実業家。ファミリーマート代表取締役社長や、日本フランチャイズチェーン協会会長、公益社団法人日本スカッシュ協会会長を務めた。

## 人物・来歴
京都出身。1954年慶應義塾大学経済学部卒業、伊藤忠商事入社。同社アメリカ会社社長、代表取締役専務を経て1991年ファミリーマート入社。1992年からファミリーマート代表取締役社長・会長を務め、セゾングループから伊藤忠商事の傘下への移行にあたった。1997年日本フランチャイズチェーン協会会長、公益社団法人日本スカッシュ協会会長、日本ベンチャーキャピタル代表取締役社長、経済同友会幹事を歴任。現職として伊藤忠商事理事、アライアンスパートナーズ相談役を務める。

## 家族
- 妻・雪子（杉山晃の次女（杉山東太郎の孫））[6]
- 長男・茂之
- 次男・康之